# 10-я Воеводинская ударная бригада
10-я Воеводинская ударная бригада (сербохорв. Десета војвођанска ударна бригада / Deseta vojvođanska udarna brigada) — воинское формирование Народно-освободительной армии Югославии. Выполняла задания по захвату неприятельских позиций в годы Народно-освободительной войны Югославии, после войны отвечала за безопасность на освобождённых партизанами территориях.

## История
Бригада образована 11 сентября 1944 около города Карловчич (юго-восток Срема). В состав бригады вошли партизаны Посавского партизанского отряда, добровольцы из Воеводины и перешедшие на сторону партизан бывшие хорватские домобранцы. В трёх батальонах насчитывалось 1074 человека. До конца сентября подчинялась Главному штабу НОАЮ в Воеводине, с октября 1944 года под командованием штаба Сремской оперативной зоны.
10-я бригада действовала в юго-восточном Среме, атакуя вражеские колонны и разрушая сообщение между Румой и Инджией. При поддержке 6-й Воеводинской бригады 21 сентября 10-й бригадой была взята крепость Грабовцы, а на следующий день был отражён штурм, организованный силами 5-го полицейского полка СС, шедшего из Шапца. 26 сентября безуспешно штурмовала немецко-усташскую крепость Шимановцы. 10 октября атаковала немецкую автоколонну в районе Кленка, с 1-м батальоном сражалась против Сербского добровольческого корпуса войск СС в Бечмене, а в конце октября — начале ноября под командованием 16-й Воеводинской дивизии сражалась за освобождение Великих-Радинцев, Стеяноваца и Бешенова.
С 12 ноября 10-я бригада находилась в распоряжении Военного управления Баната, Бачки и Барани, во второй половине месяца переведена в Нови-Сад. 14 декабря прибыла на границу с Румынией. 18 декабря 1944 преобразована во 2-ю бригаду 7-й дивизии Корпуса народной обороны Югославии. Расформирована в январе 1953 года. За службу награждена орденом «За заслуги перед народом».